# برايان كيج
برايان كيج (بالإنجليزية: Brian Gage)‏ (4 أكتوبر 1973، يونغزتاون في الولايات المتحدة)؛ صحفي وروائي أمريكي.